# Anatella rufithorax
Anatella rufithorax är en tvåvingeart som beskrevs av Gabriel Strobl 1895. Anatella rufithorax ingår i släktet Anatella och familjen svampmyggor. Inga underarter finns listade i Catalogue of Life.